# Haswell (vi kiến trúc)
Haswell là tên mã của vi kiến trúc bộ xử lý trung tâm được phát triển bởi Intel từ vi kiến trúc Ivy Bridge. Haswell sử dụng kỹ thuật sản xuất 22 nm. Intel chính thức công bố CPU với vi kiến trúc này vào ngày 4 tháng 6 năm 2013 tại triển lãm công nghệ Computex Taipei 2013. Intel giới thiệu Haswell là bộ vi xử lý với điện năng thấp được thiết kế dành cho những ultrabook chuyển đổi hoặc "lai", có hậu tố Y. Intel cũng đã cho một con chip Haswell trình diễn thực hiện xử lý tại Intel Developer Forum 2011.
Những CPU với kiến trúc Haswell được sử dụng kết hợp với Intel 8 Series chipsets và Intel 9 Series chipsets.